# Гузеево (Свердловская область)
Гузеево — деревня в Тавдинском городском округе Свердловской области. Входит в состав Городищенского сельсовета.

## История
В «Списке населенных мест Российской империи» 1871 года населённый пункт упомянут как инородческий аул Гузеев (Ичакина) Туринского округа Тобольской губернии Российской империи, при колодцах, расположенный в 192 верстах от окружного центра города Туринска. В ауле насчитывалось 12 дворов и проживало 96 человек (42 мужчины и 54 женщины).
 В 1913 году деревня Гузеева входила в состав Кошукской волости Туринского уезда Тобольской губернии.

## География
Деревня находится в восточной части области, к востоку от одноимённого озера, на расстоянии 29 километров к востоку от города Тавда.
Абсолютная высота — 66 метров над уровнем моря.

## Население
| 2002 | 2010 | 2021 |
| ---- | ---- | ---- |
| 165  | ↘115 | ↘66  |

Согласно результатам переписи 2002 года, в национальной структуре населения русские составляли 97 % из 165 чел.

## Улицы
Уличная сеть деревни состоит из двух улиц (ул. Ленина и ул. Лесная) и одного переулка (Школьный пер.).